# N-S 61 Chata
N-S 61 Chata je samostatný pěchotní srub těžkého opevnění, který byl součástí pevnostního systému předválečné Československé republiky. Nachází se v katastru obce Borová, v lese jižně od vesnice, v nadmořské výšce 600 m. Jeho pravým sousedem je srub N-S 60 Soused (vzdálený 421 m), levým N-S 62a Cesta (vzdálený 358 m). N-S 61 je samostatný, oboustranný, dvoukřídlý, dvoupodlažní pěchotní srub, postavený v I. stupni odolnosti.

## Historie
Byl postaven v roce 1938 v režii ŽSV Náchod v rámci stavebního podúseku 6. / V. – Borová. Byl vybetonován ve dnech 5. – 10. července 1938, stavební náklady činily 1 060 400,25 Kč, spotřebovalo se 1157 m³ betonu.
V době Mnichovské dohody byl objekt ve stavu krátce po betonáži: objekt byl omítnut barevnou maskovací omítkou, izolace a omítky byly provedeny z 90 %, vnitřní cihelné příčky dokončeny. Nebyl proveden zemní zához, překážky v okolí objektu byly dokončeny jen z 15 %. Nebyly osazeny zvony. Při mobilizaci byl srub obsazen a připraven k boji pouze provizorně. Z hlavní výzbroje disponoval srub těžkými kulomety na dvou lafetách, které se zřejmě k 1. říjnu 1938 podařilo osadit, zatímco minomet vz. 38, stejně jako na všech ostatních objektech, chyběl. Byly osazeny také lehké kulomety ve střílnách a v provizorních postaveních na místě neosazených zvonů.
Po odstoupení pohraničí zůstal objekt spolu se sousední linií na československém území na Náchodsku. Za německé okupace byly pouze vytrženy střílny hlavních zbraní M, jinak objekt nebyl poškozen.
8. května 1997 začala rekonstrukce objektu. Byly dozděny poškozené cihlové příčky a osazeny makety střílen M a obou zvonů pro lehký kulomet.

## Výzbroj
hlavní zbraně na levé straně
- zbraň M (dva spřažené těžké kulomety vz.37 ráže 7,92 mm)
- zbraň G (minomet vz. 38)

hlavní zbraně na pravé straně
- zbraň M (dva spřažené těžké kulomety vz.37 ráže 7,92 mm)

další výzbroj
- 4 zbraně N (lehké kulomety vz. 26) k ochraně střílen hlavních zbraní a prostoru před vchodem
- 2 zbraně N v pancéřových zvonech určené k ochraně okolí objektu
- 3 granátové skluzy

## Okolní objekty
- N-S 60 Soused
- N-S 62a Cesta